# Autonomes Zentrum Köln

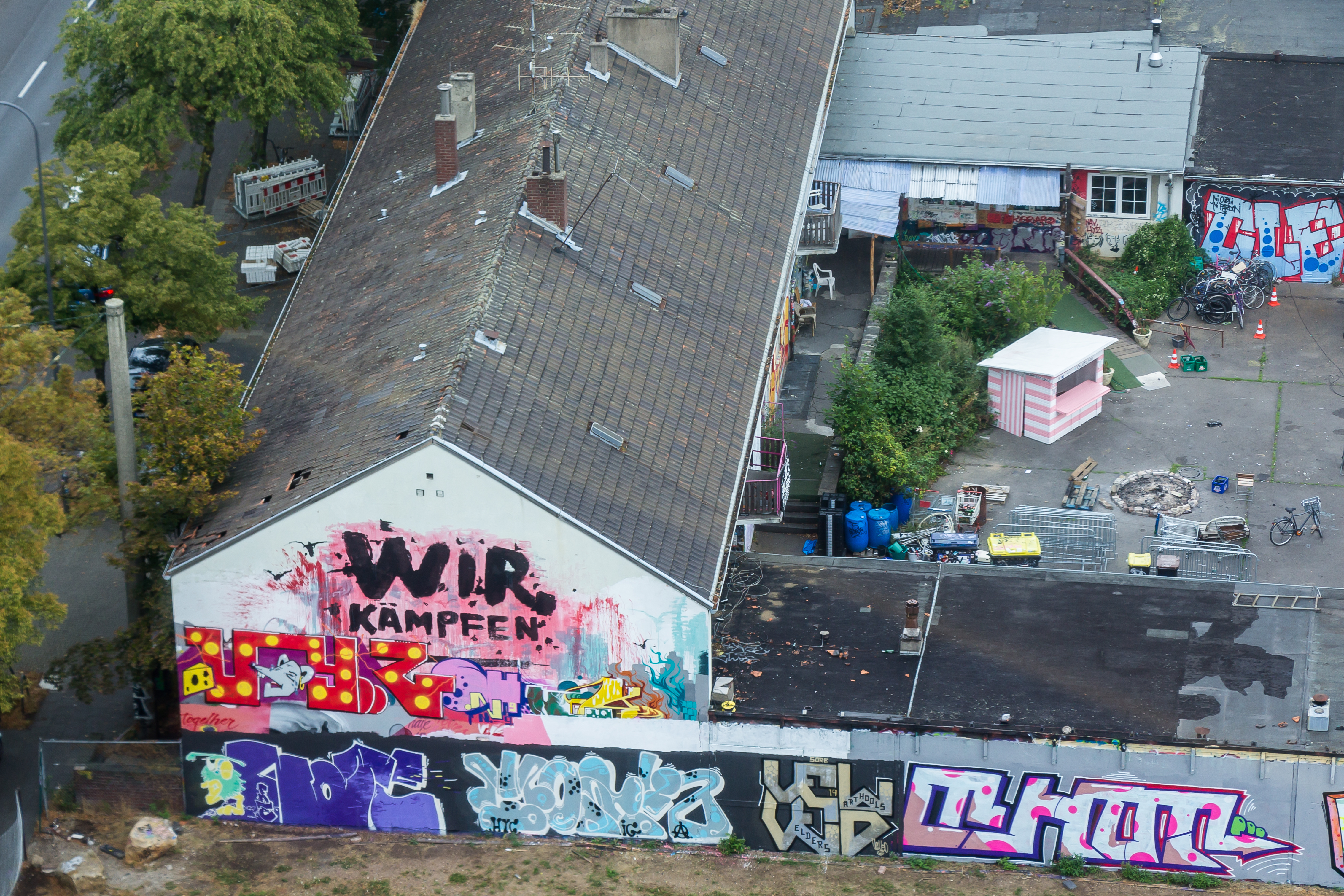
Das Autonome Zentrum auf der Luxemburger Str. 93 (2019)

Das Autonome Zentrum (AZ) Köln ist ein autonom verwaltetes Haus an der Luxemburger Straße 93 in der Neustadt-Süd Kölns sowie ein Kollektiv, welches am 16. April 2010 ein Haus besetzte und danach in verschiedenen besetzten Häusern agierte.

## Geschichte

### Vorläufer
Das Autonome Zentrum sollte im Kontext der Kölner Besetzerszene gesehen werden. Diese setzte sich ab als Reaktion auf steigende Mieten und zunehmenden Leerstand für alternative Wohnpraktiken ein. Bereits 1970 besetzte die Sozialistische Selbsthilfe Köln, welche ein Jahr zuvor gegründet wurde, um eine Auffangmöglichkeit für obdachlose Kinder und Jugendliche zu bieten, in Köln-Ehrenfeld das leer stehende Verwaltungsgebäude der ehemaligen Schokoladenfabrik Kwatta in der Roßstraße 16 in Köln-Ehrenfeld. 1977 wurde das älteste bis heute autonom bewohnte, damals leerstehende Gebäude in der Marienstr. 19, 21 und 23, besetzt. Das feministische Projekt entstand aus dem Angebot billiger Wohnungen, wodurch sich eine diverse Gruppe bildete, welche den Umstand eines "bezahlbaren Wohnplatzes" nicht aufgeben wollten und nach einer bevorstehenden Mieterhöhung die Wohnungen besetzte. Das Projekt setzte sich trotz innerlinker Auseinandersetzungen und Druck von außen durch und ist heute immer noch besetzt. 2018 feierte das Kollektiv 40 Jahre Besetzung. 1980 wurde der Karthäuserwall 18 besetzt und ist seitdem von Räumungen bedroht, zuletzt 2020 durch eine Raumungsaufforderung der Hausbesitzerin LEG, welches jedoch zeitweise aufgehoben wurde. Das Projekt beherbergt heute eine Fahrradwerkstatt, ein feministisches selbstverwaltetes Zentrum sowie das Kunsthaus KAT18.
Das Haus in der Ludolf-Camphausenstraße 36, kurz LC36, wurde 1984 besetzt, nachdem es vorher 10 Jahre lang leergestanden hatte. 35 Personen beschlossen, diesen Leerraum und die Wohnungsnot in Köln anzuprangern, indem das Haus, welches jahrelang nicht vermietet wurde, zu einer finanziell ungebundenen Wohnmöglichkeit umzuwandeln. 1992 wurde das Gebäude von der Stadt Köln gekauft, um es dem Kollektiv bereitzustellen. Seitdem wurde die LC36 zu einem Standort verschiedener linker Gruppen und einem Café, welches der finanziellen Selbsterhaltung dient.
Frühe Anfänge des Autonomen Zentrums können in der Geschichte der Sozialistischen Selbsthilfe Köln (SSK) erkannt werden, nach welcher es Anfang der 1990er Jahre bereits erste Autonome Zentren in Köln gab, welche sich über eine Hausbesetzung gebildet hatten. Das Autonome Zentrum LUX93 sieht sich aber in Tradition der Pyranha-Gruppe, welche sich seit Anfang 2009, nachdem die Schnapsfabrik, ein seit April 2008 besetztes Gebäude in Köln Kalk im Dezember desselben Jahres geschlossen wurde und die Linksautonome Szene Köln befürchtete, einen Knotenpunkt Linker Politik zu verlieren. Nach einem Jahr, in dem die Gruppe versucht hatte, mit der Stadtverwaltung einen Kompromiss zu schließen, wurde am 16. April 2010 ein Haus in der Wiersbergstraße 44, Köln-Kalk besetzt. Die Gruppe Pyranha ging hierbei in die Struktur des AZ auf. Trotz Beschwerden und Bedenken der Besitzerin, das Gebäude könnte aufgrund des baulichen Zustandes nicht bewohnbar sein, zogen viele Menschen in das Haus ein und renovierten es selbstständig. Nach dem Auszug des Autonomen Zentrums wurde die ehemalige KHD-Kantine abgerissen, um den Ausbau der Kaiserin-Theophanu-Schule voranzutreiben. In diesem Haus wurde das Angebot der ehemaligen Schnapsfabrik zu großen Teilen übernommen und ausgebaut. So gab es erstmals Kinoabende und Nachbarschaftstreffen im Autonomen Zentrum. Als bekannt wurde, dass die Stadt plante, das Haus räumen zu lassen, wurde das Rathaus besetzt, um Oberbürgermeister Jürgen Roters zu Kompromissgesprächen zu überzeugen. Diese Gespräche scheiterten jedoch. Im August 2011, nach einer gescheiterten Räumung, wurde den Besetzern ein (unbefristeter, mit 3-monatiger Kündigungsfrist auflösbarer) Nutzungsvertrag unterschrieben, welcher das unmittelbare weiterexistieren der Gruppe ermöglichte. Diese Kündigung wurde von der Stadt Köln am 13. März 2013 eingeräumt, sodass er am 13. Juni selbigen Jahres in Kraft trat. Diverse Aktionen des Zentrums, welches um ein fortexistieren kämpfte, führte letztendlich dazu, dass ein Nutzungsvertrag für das Gebäude in der Luxemburger Straße, sowie ein Übergangsgebäude im Eifelwall 7 ausgehandelt wurde. In dieses zogen die Aktivisten Ende August 2013, wobei das Programm im November nach weitgehender Umstrukturierung und Organisation innerhalb der Gruppen fortgeführt wurde. Im November 2014 zog das Kollektiv letztendlich in das jetzige Gebäude um.

### Besetzung der Luxemburger Straße
Der Einzug in das ehemalige Kanalbauamt an der Luxemburger Straße 93, welches eigentlich zwecks Ausbau des Grüngürtel Köln abgerissen werden sollte, erfolgte zwischen November 2014 und Januar 2015. Initiativen seitens des AZ, sich an der Gestaltung des Grüngürtels zu beteiligen, wurden abgewiesen. Die Instandsetzung des Gebäudes wurde, wie schon an den vorherigen Standorten, nicht von der Stadt subventioniert und musste aus eigenen Kapitalanlagen aufgebracht werden. Ab 2017 starteten Gespräche zwischen Stadtverwaltung und AZ über das Weiterbestehen des Hauses, welche im Mai 2018 von der Vertretung des AZ abgebrochen wurden. Infolgedessen wurde die Dauerkampagne „RabAZ – Kein Tag ohne das AZ“ mit jährlichen Schwerpunkten ausgerufen, welche sich für freien Wohnraum in Köln einsetzt. Heute nehmen über 40 Gruppen, darunter diverse antifaschistische Gruppen, welche das lokale Demogeschehen beeinflussen (so kommt beispielsweise die Kampagne "Tatort Porz", welche sich mit dem Schuss des CDU-Kommunalpolitikers Hans-Josef Bähner auf einen Migranten auseinandersetzt, von der IL Köln, welche im AZ ihre Plena abhält), regelmäßig das Angebot wahr, das AZ als Standort zu nutzen. Zum zehnjährigen Bestehen feierte das AZ ihren Geburtstag unter Berücksichtigung der COVID-19-Pandemie überwiegend Online. Hierzu gab es über drei Tage ein diverses Programm, welches zwischen Vorträgen sowie Workshops z. B. über feministische Theorie oder Antisemitismus und Konzerten Linker Musikgruppen sowie Kollaborationen anderer Lokaler Bündnisse tendierte. Ein Fest mit dem Titel „AZ Bleibt“, welches sich für einen langfristigen Erhalt des Autonomen Zentrums einsetzte, konnte bis zu 3.000 Besucher verzeichnen. Dies hatte insofern Erfolg, als dass der Nutzungsvertrag bis April 2021 sowie nach Ablauf des Vertrages erneut bis Dezember 2021 erweitert wurde. Ein Angebot, das Zentrum von der Luxemburger Straße auf einen Parkplatz an der Herkulesstraße zu verlegen, um das Auslaufen des Nutzungsvertrages umzuschreiben, wurde von der Organisation des Hauses aufgrund mangelnder Kapazitäten am neuen Standort abgelehnt. Zurzeit bemüht sich das Autonome Zentrum mit der Kampagne Kein Tag ohne Autonomes Zentrum um einen dauerhaften Vertrag das Gebäude an der Luxemburger Straße 93 erhalten zu können.

## Engagement
Das AZ Köln verbindet diverse Linke Strukturen in Köln miteinander und fungiert mitunter als Dachverband der Linken Szene in und um Köln. Oftmals finden Treffen, welche der Vernetzung und Organisation dienen, gemeinsam mit Vorträgen und Musikvorstellungen, welche von eigenen Arbeitsgruppen des Autonomen Zentrums organisiert, gestaltet und begleitet werden, statt. Auch werden Schlüsselaktionen der Linken Bewegung in Köln, beispielsweise der internationale Frauenkampftag oder Besetzungen, wie beispielsweise das selbstverwaltete Obdachlosenzentrum OMZ – Obdachlose mit Zukunft, oftmals mithilfe des Zentrums organisiert oder öffentlichkeitswirksam beworben. Die Organisation des Hauses an der Luxemburger Straße 93 ist sehr minimal gehalten, sodass viele Gruppen nach Absprache eigene Angebote teilen können, welche mitunter von dem Kollektiv beworben werden. So gibt es beispielsweise diverse Sport- und Kunstangebote wie Tanz- und Selbstverteidigungskurse oder Sprayaktionen an der Wand des AZ mit Zweck, sich künstlerisch auszuleben, sowie einen Umsonstladen und Foodsharing. das Autonome Zentrum wird immer wieder zur Veranstaltung von Konzerten sowohl von bekannten als auch kleineren Bands genutzt, so spielten beispielsweise bereits Mülheim Asozial, Bane, ZSK und alles.scheisze im oder für das AZ.

## Kritik und gesellschaftliche Reaktion
Das Autonome Zentrum Köln steht immer wieder in der Kritik. Als Vernetzungspunkt der Linken Szene wird dem Autonomen Zentrum oftmals eine fehlende Abgrenzung zu gewalttätigen Ereignissen und linksextremistischem Gedankengut vorgeworfen. Dies geschieht mitunter auch durch Parteiinitiativen. Oftmals erfährt das Hausbesetzerkollektiv allerdings auch positive Rückmeldungen und wird als Nachbar willkommen geheißen. Sogar die CDU, wenn sie auch nicht zum Klientel des linkspolitischen Projekts gehört, spricht sich für das AZ aus, da es „eine Bereicherung der Vielfalt Kölns darstellt“. Aufgrund der Position des Zentrums im Kontext der Hausbesetzungen kommt es häufig zu Aufeinandertreffen und Streitgesprächen bezüglich der Art des Fortbestehens des AZ.

## Anmerkung
1. ↑  Geschichte | Sozialistische Selbsthilfe Köln – SSK. Abgerufen am 5. November 2020.